# A Town Called Hypocrisy
«A Town Called Hypocrisy» es el segundo sencillo extraído de Liberation Transmission, el tercer álbum de la galesa de rock alternativo banda Lostprophets.
El sencillo fue lanzado el 11 de septiembre de 2006 en el Reino Unido. Alcanzó el puesto # 23 en el UK Singles Chart, lo que podría ser visto como decepcionante en comparación con los anteriores sencillos - aunque esto hizo marcar séptimo UK Top 40 single de la banda. Pasó sólo 2 semanas en el top 40.

## Video musical
El vídeo fue hecho disponible en la revista Kerrang! TV desde el 11 de agosto de 2006. Representa el vocalista Ian Watkins como presentador de televisión para niños en un ficticio programa de televisión llamado Ciudad del Tiempo y es sin duda una respuesta a las acusaciones de la banda metrosexualidad. El video también muestra la yuxtaposición de las actitudes en la banda de entre el momento en que aparecen durante la transmisión y cuando se muestran detrás de las escenas de la Ciudad del Tiempo. Durante la transmisión, muestra los otros miembros de la banda - barra de Watkins - vestido como el siguiente: un soldado de juguete, un policía torpe, un médico, un constructor y una calle-asistente.
El vídeo, aunque aparentemente basa alrededor de las cosas que los niños infantiles ven (por lo tanto, lo que parece bastante inocente) está llena de referencias sexuales, ambos muy sutiles y muy obvias. Un ejemplo de las referencias más sutiles es al principio cuando vemos Tender Tim (Watkins) y el alcalde María termina el episodio número 5.000 de Town Time. Tim responde a la pregunta de María: "¿Qué hemos aprendido hoy, Tim?" Y Tim responde: ". Hemos aprendido acerca de compartir, diciendo" por favor "y orales [hace una pausa aquí, antes de que María le da un codazo] higiene" Un ejemplo de las referencias más evidentes es la gran cantidad de consumo de alcohol y las mujeres con poca ropa (vestidos con todo tipo de equipos, que van desde los animales a un diente) que realizan "perversa", todavía infantil, actividades en los hombres en el grupo.

## Listado de canciones
CD1
| CD1 |                           |          |  |
| N.º | Título                    | Duración |  |
| 1.  | «A Town Called Hypocrisy» | 3:42     |  |
| 2.  | «Love» (demo)             | 3:11     |  |

CD2
| CD2 |                           |          |  |
| N.º | Título                    | Duración |  |
| 1.  | «A Town Called Hypocrisy» | 3:42     |  |
| 2.  | «Distances» (demo)        | 3:57     |  |
| 3.  | «What You Do» (demo)      | 3:24     |  |

Vinyl
| Vinyl |                           |          |  |
| N.º   | Título                    | Duración |  |
| 1.    | «A Town Called Hypocrisy» | 3:42     |  |
| 2.    | «Still Falling» (demo)    | 4:26     |  |

## Historia de lanzamiento
| País           | Fecha                    |
| -------------- | ------------------------ |
| Reino Unido    | 11 de septiembre de 2006 |
| Estados Unidos | 11 de septiembre de 2006 |

## Posiciones
| Año  | Listas                   | Posición |
| ---- | ------------------------ | -------- |
| 2006 | UK Singles Chart         | 23       |
| 2006 | European Hot 100 Singles | 71       |

## Personal
- Ian Watkins - voz principal
- Jamie Oliver - de piano, teclado, muestras, voces
- Lee Gaze - guitarra principal
- Mike Lewis - guitarra rítmica
- Stuart Richardson - guitarra baja
- Josh Freese - tambores, percusión (grabación)
- Ilan Rubin - batería, percusión (video musical)